# Victor Jaclard
Charles Victor Jaclard, dit, Victor Jaclard né à Metz le 18 décembre 1840 et mort à Paris le 14 avril 1903, est un médecin, journaliste, militant blanquiste sous le Second Empire puis membre de la Commune de Paris. Sous la Troisième République, il devient homme politique socialiste et aide à la fondation du Parti ouvrier français (POF) avec Jules Guesde.

## Biographie
Victor Jaclard naît à Metz le 18 décembre 1840 dans un milieu assez modeste. Il reçoit toutefois une bonne éducation. Élève doué, il peut devenir professeur de Mathématiques, mais s'oriente vers des études de médecine, d'abord à Strasbourg puis, dès 1864, à Paris là ou il entre rapidement en contact avec les partisans de Auguste Blanqui. En 1865, il participe au projet d'évasion de Blanqui vers la Belgique. Au 1er Congrès international des étudiants de Liège, il prononce un vibrant discours en faveur de l'athéisme, du matérialisme et du socialisme, ce qui lui vaut d'être, peu après, exclu de son université en France.

### Première internationale
Victor Jaclard est l'un des premiers socialistes français à se joindre à la Première Internationale, fondée en 1864 à Londres. Disciple de Pierre-Joseph Proudhon, il est en bons termes avec le militant Benoît Malon. En 1866, Jaclard est emprisonné près de six mois pour avoir participé à une manifestation. À sa libération, il part pour Genève, en Suisse. Il y rencontre la féministe révolutionnaire Anna Vassilievna Korvine-Kroukovskaïa (1843–1887), sœur de la mathématicienne Sofia Kovalevskaïa. Ayant quitté la Russie en 1866, après avoir rejeté une proposition de mariage de Dostoïevski, Anna Korvine-Kroukovskaïa séduit immédiatement Victor Jaclard, qui l'épouse en 1867. L'année suivante, Jaclard est l'un des membres fondateurs de l'Alliance internationale de la démocratie socialiste de Genève. Créée par l'anarchiste russe Mikhaïl Bakounine, cette organisation était affiliée à l'Association internationale des travailleurs. Transcendant les conflits internes entre Blanquistes et Bakouninistes, Victor Jaclard montre déjà un esprit très consensuel.

### Commune de Paris
Victor Jaclard reste en exil à Genève jusqu'à la chute de Napoléon III en 1870. Nommé commissaire par les ouvriers révoltés, il est largement impliqué en septembre 1870 dans le soulèvement de Lyon. Envoyé à Paris, Jaclard est ensuite chargé de coordonner l'action entre la Commune de Lyon et la Commune de Paris. Avec son épouse, il participe alors activement à la Commune de Paris, en tant que représentant de la Première internationale au Comité central de la Garde nationale. Commandant du 158e bataillon de la Garde nationale, Jaclard prend part à l'insurrection du 31 octobre 1870. En novembre, il est nommé adjoint par Georges Clemenceau à la mairie du 18e arrondissement. En février 1871, Jaclard se présente sans succès aux élections législatives. Ex-chef du 138 bataillon de la garde nationale, il est nommé  colonel de la 17e légion fédérée (ou 18e suivant les sources) et inspecteur général des fortifications. Il combat durant la Semaine sanglante, se battant sur les barricades aux Batignolles et à "Château d'Eau" jusqu'à la toute fin. Capturé en uniforme par les troupes Versaillaises, Victor Jaclard est condamné à mort par un tribunal militaire français.

### Exil
Le 1er octobre 1871, Victor Jaclard parvient toutefois à s'échapper et à rejoindre Londres, où il s'installe avec son épouse Anna. Les époux Jaclard entretiennent de bonnes relations avec Karl Marx, qui les aide sur place.  En Suisse, il reprend ses études médicales, passe son doctorat, soutient sa thèse sur l'herpès ophthalmicus (1874). En 1874, les époux Jaclard s'installent en Russie, où Victor devient professeur de français. Grâce à Anna, il est introduit dans le cercle des Narodniks, publiant des articles dans les journaux d'opposition "Slovo" et "Delo". Pourtant athées et "nihilistes", les époux Jaclard ont des relations amicales avec l'écrivain conservateur Dostoïevski.

### Retour en France
En 1880, une amnistie générale des Communards permet aux époux Jaclard de rentrer en France. Victor Jaclard reprend contact avec les blanquistes, tout en conservant de bonnes relations avec le radical-socialiste Georges Clemenceau, ou le socialiste réformateur Alexandre Millerand. Il participe à la fondation du Parti ouvrier français. Dans les années 1880, Jaclard publie des articles dans le journal La Justice, le quotidien de Georges Clemenceau. En 1886, il est candidat au conseil municipal de Paris (Clignancourt). Il obtient 2 795 voix (39,93 %) au second tour, battu par Jules Joffrin, candidat ouvrier. En 1889, il est élu au conseil municipal d'Alfortville, où il s'était installé après le décès de son épouse en 1887.

### Seconde Internationale
Dans la fin des années 1880, des efforts sont faits pour faire revivre l'esprit de l'Association internationale des travailleurs, ce qui conduit à la création de la seconde Internationale ouvrière à Paris, en 1889. Victor Jaclard participe activement à ces efforts. Il est désigné délégué aux congrès de 1889, 1891 et 1893 à Paris, Bruxelles et Zurich. Sa femme meurt le 14 septembre 1887. Toujours très actif malgré son âge, Charles Victor Jaclard décède à Paris, le 14 avril 1903.

## Sources
- Wolfe, R., The Parisian Club de la Revolution of the 18th Arrondissement 1870-1871.' Past & Present. No. 39, avril 1968.
- Doty, S., 'Parliamentary Boulangism After 1889.' In: The Historian, Vol. 32, Issue 2, février 1970.
- Frank, J., Dostoevsky: The Mantle of the Prophet, 1871-1881. Princeton, 2002.
- Lantz, K.A., Korvin-Krukovskaia, Anna Vailevna (1843-1887). In: The Dostoevsky Encyclopedia. (p. 219–221).
- Dictionnaire biographique, mouvement ouvrier, mouvement social, « Le Maitron » : notice biographique.